# Quod non
Quod non is een Latijnse uitdrukking. Het betekent letterlijk: "hetgeen niet het geval is" of "wat niet waar is", bijvoorbeeld aan het einde van een bewijs uit het ongerijmde. Het is het tegengestelde van quod erat demonstrandum: "wat bewezen moest worden".